# Contea di Dale
La contea di Dale, in inglese Dale County, è una contea dello Stato dell'Alabama, negli Stati Uniti. la popolazione al censimento del 2010 era di 50.251 abitanti. Il capoluogo di contea è Ozark.

## Geografia fisica
La contea si trova nel sud-est dello Stato. Lo United States Census Bureau certifica che l'estensione della contea è di 1.457 km², di cui 1.453 km² composti da terra e i rimanenti 4 km² costituiti da acque interne.
Il fiume Choctawhatchee scorre lungo il confine meridionale della contea, e molti dei suoi affluenti, tra cui il Little Choctawhatchee River e i torrenti Claybank e Little Judy, attraversano l'area.

### Contee confinanti
- Contea di Barbour - nord
- Contea di Henry - est
- Contea di Houston - sud-est
- Contea di Geneva - sud-ovest
- Contea di Coffee - ovest
- Contea di Pike - nord-ovest

## Storia
La contea di Dale venne costituita il 22 dicembre 1824. Il nome le è stato dato in onore al soldato Samuel Dale. Originariamente includeva i territori delle attuali contee di Coffee e Geneva. Il capoluogo era originariamente situato a Daleville, ma fu spostato a Newton nel 1843 e infine a Ozark nel 1870.

## Economia
Nel diciannovesimo secolo la popolazione era dedita alla coltivazione di mais e cotone o all'allevamento di bestiame. Nel 1888 venne creato un collegamento ferroviario tra Eufaula e Ozark, l'anno successivo venne completato quello tra Troy a Ozark. Tra l'inizio e la metà del ventesimo secolo furono aperti stabilimenti per la lavorazione del cotone e la produzione di olio di semi di cotone.

### Strutture che impiegano più persone
Secondo l'ultimo aggiornamento (2016) le strutture che impiegano più persone sono:
| Struttura                     | Impiegati |
| ----------------------------- | --------- |
| Army Fleet Support            | 3284      |
| Michelin North America, Inc.  | 584       |
| Covan International, Inc.     | 250       |
| Jeld-Wen                      | 150       |
| Computer Sciences Corporation | 130       |
| E&H Steel Corporation         | 125       |
| MAHA USA, LLC                 | 70        |
| Bell Helicopter               | 51        |
| Quality Fab                   | 51        |
| Brown Manufacturing           | 35        |

## Infrastrutture e trasporti

### Principali strade ed autostrade
Le principali vie di trasporto che attraversano la contea sono:
- U.S. Highway 84
- U.S. Highway 231
- State Route 27
- State Route 53
- State Route 85

## Società

### Evoluzione demografica
Abitanti censiti (migliaia) 

Grafico delle fasce di età in base al censimento del 2000

Secondo il censimento del 2010 la composizione etnica della città è 74.1% bianchi, 19.3% neri, 0.7% nativi americani, 1.1% asiatici, 1.8% di altre razze, e 3.0% di due o più etnie. Il 5.6% della popolazione è ispanica.

## Comuni[9]
- Ariton - town
- Clayhatchee - town
- Daleville - city
- Dothan - city[10]
- Enterprise - city[11]
- Grimes - town
- Level Plains - town
- Midland City - town
- Napier Field - town
- Newton - town
- Ozark - (capoluogo) city
- Pinckard - town

### Census-designated place
- Fort Rucker